# Вильмес, Софи
Софи́ Вильме́с (фр. Sophie Wilmès; род. 15 января 1975, Иксель, Бельгия) — бельгийский государственный и политический деятель, представитель французского сообщества, член партии «Реформаторское движение», заместитель председателя Европейского парламента с 16 июля 2024 года.
Вице-премьер и министр иностранных дел Бельгии (первая женщина на этой должности в истории Бельгии) в кабинете Де Кро с 1 октября 2020 года по 15 июля 2022 года. В прошлом — премьер-министр Бельгии с 27 октября 2019 года (первая женщина на этой должности в истории Бельгии) по 1 октября 2020 года.

## Биография

### Ранние годы
Родилась 15 января 1975 года в Икселе. Дочь профессора экономики Лувенского католического университета Филиппа Вильмеса, который также являлся членом совета директоров Национального банка и сотрудником аппарата нескольких министров. Мать Софи Вильмес происходит из еврейской семьи, несколько её родственников погибли в период Холокоста. В 18-летнем возрасте Софи отправилась в одиночку с рюкзаком за плечами в двухмесячное путешествие по Латинской Америке, по возвращении окончила Институт изучения связей с общественностью. Некоторое время работала в рекламном агентстве и в аппарате Европейской комиссии, занимаясь финансовыми вопросами.

### Политическая карьера
Пришла в политику в 2000 году, когда, работая в команде местного активиста Эрика Андре, была избрана по списку Либеральной реформаторской партии в муниципальный совет города Уккел. Затем некоторое время работала в частном адвокатском бюро, но после переезда в Синт-Генезиус-Роде заняла там в 2007 году должность помощника мэра. В 2013 году возглавила организацию Реформаторского движения в провинции Фламандский Брабант и вошла в провинциальный совет. При подготовке к парламентским выборам 25 мая 2014 года заняла первое место в резервном списке РД и, когда избранный депутатом Дидье Рейндерс в октябре 2014 года предпочёл продолжить работу в правительстве, получила его мандат.
22 сентября 2015 года заняла в первом правительстве Мишеля должность федерального министра бюджета, ответственного за организацию национальной лотереи.
9 декабря 2018 года при формировании второго правительства Мишеля сохранила прежний портфель, получив в дополнение к нему второй: министра государственной службы, ответственного за поддержку инфраструктуры научных исследований.

### Премьер-министр Бельгии
27 октября 2019 года после отставки Шарля Мишеля король бельгийцев Филипп официально назначил Софи Вильмес премьер-министром. Сформировав правительство, Вильмес унаследовала от своего предшественника, выдвинутого на должность председателя Европейского совета, тяжёлый политический кризис — с декабря 2018 года после развала правящей коалиции федеральное правительство действует с ограничениями, и парламентские выборы в мае 2019 года не изменили ситуации, поскольку из-за раздробленности состава новый парламент также не смог сформировать кабинет (в начале октября 2019 года провалились коалиционные переговоры между Новым фламандским альянсом и франкоязычной Социалистической партией).
По итогам 2019 года журнал Forbes поместил Вильмес на 68-е место в рейтинге наиболее влиятельных женщин мира.
17 марта 2020 года сформировала своё второе правительство, обладающее полным объёмом полномочий, но ограниченное основной задачей — противостоянием распространению коронавирусной инфекции COVID-19. Помимо министров от Реформаторского движения, в кабинет вошли Христианские демократы и фламандцы и Открытые фламандские либералы и демократы.
В день формирования своего второго правительства пообещала через шесть месяцев вынести на рассмотрение парламента вопрос о доверии кабинету, но 13 сентября перенесла голосование на 1 октября по причинам, обусловленным коронавирусной эпидемией.

### Дальнейшая деятельность
1 октября 2020 года передала полномочия премьер-министра Александру Де Кро, получив в сформированном им правительстве портфели вице-премьера и министра иностранных дел.
15 июля 2022 года ушла в отставку с правительственных должностей из-за болезни мужа.
В сентябре 2022 года вернулась к работе в парламенте.
Одержала убедительную победу на выборах в Европейский парламент 2024 года, баллотируясь от Франкоязычного избирательного округа Бельгии.
16 июля 2024 года избрана заместителем председателя Европарламента.

## Личная жизнь
29 мая 2009 года Софи Вильмес вышла замуж за австралийца Кристофера Стоуна, управляющего рекламной компанией. У него есть сын от первого брака Джонатан, а в новом браке родились три дочери: Виктория, Шарлотта и Элизабет. Семья живёт в Синт-Генезиус-Роде.